# آرایه‌شناسی کپی‌های بزرگ
از زمان داروین نزدیکی فرگشتی کپی‌های بزرگ و انسان دانسته بوده‌است. داروین به درستی به خویشاوندی نزدیک‌ترِ کپی‌های بزرگ آفریقا (شمپانزه و گوریل) با انسان در قیاس با آنِ کپی بزرگ آسیا (اورانگوتان) با انسان اشاره کرد. تا سال‌های پایانی قرن بیستم میلادی باور سنتی بر این بود که شاخهٔ فرگشتی منتهی به انسان از آنِ کپی‌های بزرگ آفریقا جدا شده‌است. پس یک شاخه به ازگ انسان انجامیده‌است و از شاخهٔ دیگر گوریل و شمپانزه برآمده‌اند. با انجام آزمایش‌های دقیق مولکولی و رمزگشایی ژنوم انسان و کپی‌های بزرگ مشخص شد که شمپانزه به انسان نزدیک‌تر است تا به گوریل. به بیان دیگر در میان موجودات زنده، انسان و شمپانزه نزدیک‌ترین خویشاوندان یکدیگرند. پس آرایه‌شناسی کپی‌های بزرگ جابجاییهای بنیادی یافت. در زیر آرایه‌شناسی سنتی و آرایه‌شناسی امروزی کپی‌ها ذکر می‌شود. آرایه‌شناسی نوینی که در زیر می‌آید در نظامِ دسته‌بندی تا اندازه زیادی وامدار برنارد وود و همکاران است. دیگران کمابیش بنیاد آن را پذیرفته‌اند.

## آرایه‌شناسی سنتی
در آرایه‌شناسی سنتی چنان‌که دیده می‌شود کپی‌های بزرگِ ناانسان جملگی یک خانواده‌اند؛ و دودمان انسان — یعنی همهٔ گونه‌ها (و سرده‌هایی) که به انسان نزدیک‌ترند تا به شمپانزه (یا از دید آرایه‌شناسی سنتی به کپی‌های بزرگ نزدیک‌ترند تا به انسان) — یک خانواده.
بالاخانواده Hominoidea (hominoids)‎
خانواده Hylobatidae (hylobatids)‎
سرده Hylobates
خانواده Pongidae (pongids)‎
سرده اورانگوتان (Pongo)
سرده گوریل (Gorilla)
سرده شمپانزه (Pan)
خانواده انسان‌سایان (Hominidae)
زیرخانواده جنوبی‌کپی‌ساییان (Australopithecinae)
سرده آردی‌کپی (Ardipithecus)
سرده جنوبی‌کپی (Australopithecus)
سرده کنیامردم (Kenyanthropus)
سرده اررین (Orrorin)
سرده پرامردم (Paranthropus)
سرده ساحل‌مردم (Sahelanthropus)
زیرخانواده انسان‌ساییان(Homininae)
سرده انسان (Homo)

## آرایه‌شناسی نوین
در آرایه‌شناسی نوین، چنان‌که گفته آمد، قرابت بیشتر شمپانزه به انسان تا به گوریل بازتاب یافته‌است. پس انسان و دودمانش به همراه شمپانزه در یک زیرخانواده رفته‌اند؛ و دودمان انسان که پیشتر خانواده بود به تبار فرو کاسته شده‌است.
بالاخانواده انسان‌واران (Hominoidea)
خانواده Hylobatidae (hylobatids)‎
سرده Hylobates
خانواده انسان‌سایان (Hominidae)
زیرخانواده Ponginae (pongines)‎
سرده اورانگوتان (Pongo)
زیرخانواده گوریل‌ساییان (Gorillinae)
سرده گوریل (Gorilla)
زیرخانواده انسان‌ساییان (homininae)
تبار Panini (Paninis)‎
سرده شمپانزه (Pan)
تبار انسان‌تباران (hominini)
زیرتبار جنوبی‌کپی‌گوهران (Australopithecina)
سرده آردی‌کپی (Ardipithecus)
سرده جنوبی‌کپی (Australopithecus)
سرده کنیامردم (Kenyanthropus)
سرده اررین (Orrorin)
سرده پرامردم (Paranthropus)
سرده ساحل‌مردم (Sahelanthropus)
زیرتبار انسان‌گوهران (Hominina)
سرده انسان (Homo)